# Hyles dolomiticola
Hyles dolomiticola är en fjärilsart som beskrevs av Stauder. 1930. Hyles dolomiticola ingår i släktet Hyles och familjen svärmare. Inga underarter finns listade i Catalogue of Life.